# Bataille du Linge
Première Guerre mondiale
Batailles
Front d'Europe de l’Ouest
- Liège (8-1914)
- Namur (8-1914)
- Frontières (8-1914)
- Anvers (9-1914)
- Grande Retraite (9-1914)
- Marne (9-1914)
- Course à la mer (9-1914)
- Yser (10-1914)
- Messines (10-1914)
- Ypres (10-1914)
- Givenchy (12-1914)
- 1re Champagne (12-1914)
- Hartmannswillerkopf (1-1915)
- Neuve-Chapelle (3-1915)
- 2e Ypres (4-1915)
- Colline 60 (4-1915)
- Artois (5-1915)
- Festubert (5-1915)
- Quennevières (6-1915)
- Linge (7-1915)
- 2e Artois (9-1915)
- 2e Champagne (9-1915)
- Loos (9-1915)
- Verdun (2-1916)
- Redoute Hohenzollern (3-1916)
- Hulluch (4-1916)
- 1re Somme (7-1916)
- Fromelles (7-1916)
- Arras (4-1917)
- Vimy (4-1917)
- Chemin des Dames (4-1917)
- 3e Champagne (4-1917)
- 2e Messines (6-1917)
- Passchendaele (7-1917)
- Cote 70 (8-1917)
- 2e Verdun (8-1917)
- Malmaison (10-1917)
- Cambrai (11-1917)
- Bombardements de Paris (1-1918)
- Offensive du Printemps (3-1918)
- Lys (4-1918)
- Aisne (5-1918)
- Bois Belleau (6-1918)
- 2e Marne (7-1918)
- 4e Champagne (7-1918)
- Château-Thierry (7-1918)
- Le Hamel (7-1918)
- Amiens (8-1918)
- Cent-Jours (8-1918)
- 2e Somme (9-1918)
- Bataille de la ligne Hindenburg
- Meuse-Argonne (10-1918)
- Cambrai (10-1918)

Front italien
Front d'Europe de l’Est
Front des Balkans
Front du Moyen-Orient
Front africain
Bataille de l'Atlantique
La bataille du Linge oppose, du 20 juillet au 16 octobre 1915, l'Armée française à l'Armée allemande durant la Première Guerre mondiale. Elle a pour cadre le massif du Linge qui se situe sur le ban des communes de Hohrod, Soultzeren, Labaroche et Orbey dans le département du Haut-Rhin. Cette bataille s'inscrit dans une série de combats dans les Vosges déclenchés par l'Armée française afin d'obtenir des positions dominantes pour une attaque future dans la plaine d'Alsace.
Ces combats et notamment la bataille du Linge sont particulièrement meurtriers pour des gains territoriaux minimes.
Le site fait l'objet d'un classement au titre des monuments historiques depuis 1921. Le secteur protégé a toutefois été modifié en 1932 afin de permettre la remise en état du site.

## Intention stratégique
L'objectif est d'effectuer une tactique dite « manœuvre de débordement par les hauts », chère au Haut Commandement des années 1914. Une telle manœuvre est efficace dans la mesure où elle bénéficie d'un effet de surprise ; mais non si elle se transforme en opération lente et prévisible, où l'ennemi est retranché dans des positions fortes.

## Le champ de bataille
Le Linge est une montagne recouverte pour partie de nombreux bois ou bosquets et de parois rocheuses escarpées. Les Allemands sont présents sur ce site depuis plusieurs mois. Ils l'ont aménagé en renforçant les défenses naturelles par l'ajout de blockhaus à intervalles réguliers pour y positionner de l'artillerie ou des mitrailleuses et par plusieurs lignes de tranchées. Ils installent également de nombreux réseaux de fils de fer barbelés, certains sont masqués dans les bosquets ou les couloirs rocheux. Ces différents aménagements en font une position défensive très forte.

## Bataille et affrontements
La bataille du Linge débute le 20 juillet 1915 et s'achève le 16 octobre 1915.
Avant l'attaque du Linge, les 47e et 66e divisions d'infanterie lancent une offensive dans la vallée le 15 juin 1915. Les troupes françaises avancent de cinq kilomètres en une semaine, mais Joffre tient à son idée d'une offensive par les hauteurs et, contre l'avis unanime de ses subordonnés, décide de stopper l'offensive dans la vallée et ordonne le début de l'offensive au Linge, oubliant ainsi le principe de Napoléon : « éviter le champ de bataille que l'ennemi a reconnu et fortifié »[réf. nécessaire].

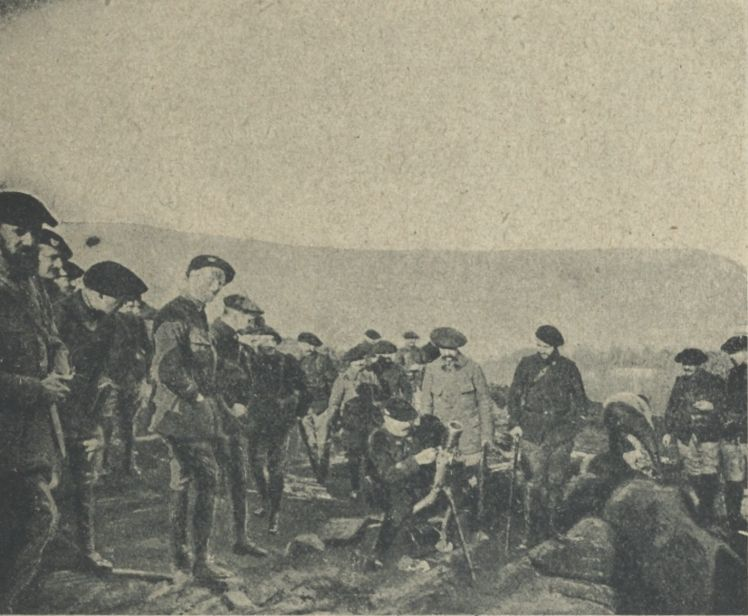
Le de chasseurs à pied en septembre 1915.

À l'issue des assauts français menés par la 3e brigade de chasseurs et la 129e division d'infanterie, la crête ne peut être conservée malgré quelques gains de terrain. En effet, dès le mois d'août, de violentes contre-attaques allemandes rejettent les Français dans les contre-pentes. À partir du mois de septembre, après de violentes attaques des troupes impériales menées avec le concours de lance-flammes et de gaz lacrymogènes, le secteur entre dans un calme relatif. Au mois d'octobre 1915, les dernières tentatives des Allemands se soldent par la stabilisation de la ligne de front sur ce massif jusqu'à la fin de la guerre. Dès lors, les deux camps vont largement s'employer à fortifier le massif. Une partie de ces vestiges, n'existant pour la plupart pas au moment de la bataille, sont encore visibles sur le site aujourd'hui.
Caractérisé comme l'un des combats les plus meurtriers entre l'Empire allemand et la France[réf. nécessaire], les affrontements ont causé plus de 18 000 pertes. Pour les forces françaises, celles-ci s'élèvent à 8 867 hommes.

## Mémorial

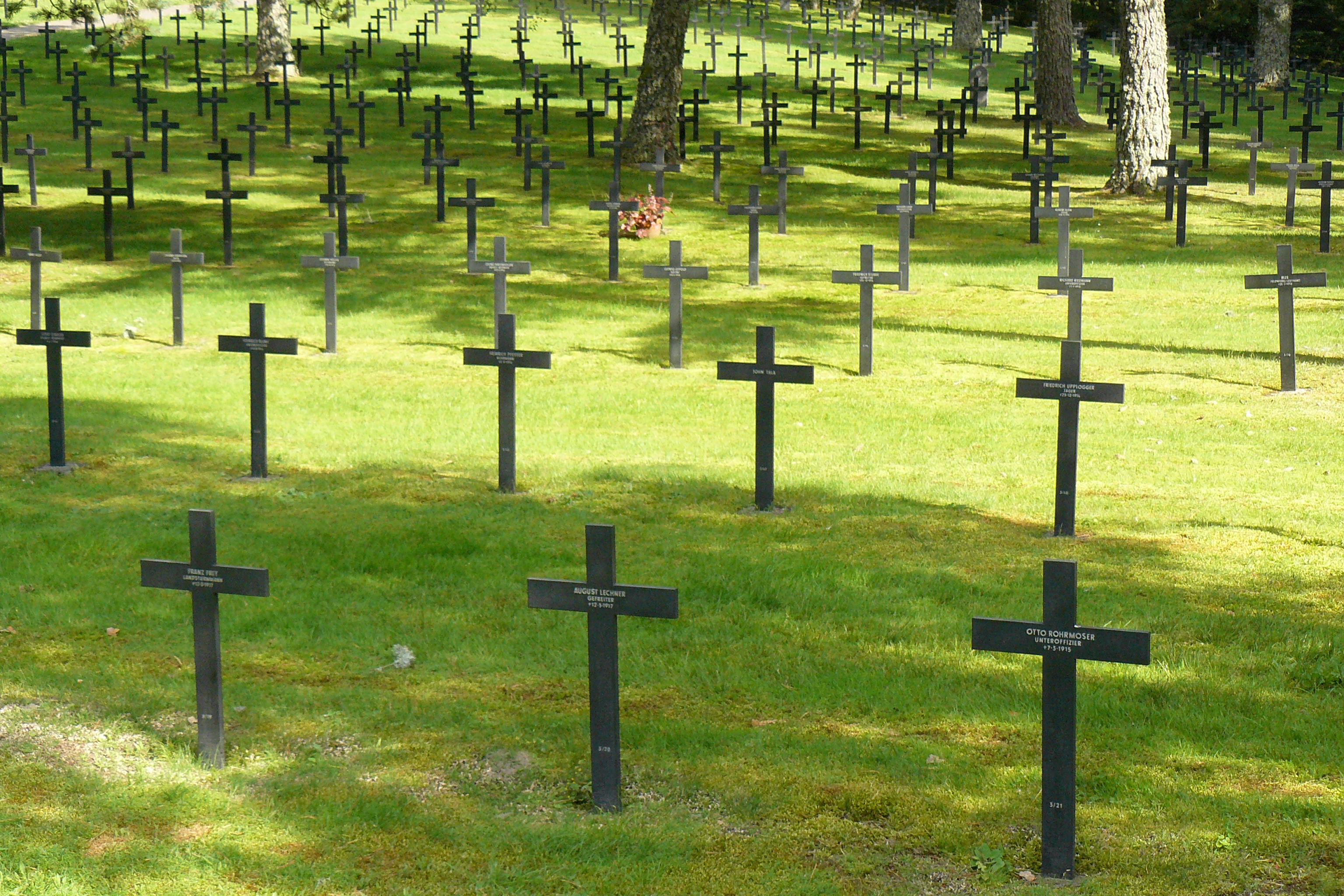
Cimetière militaire allemand du Linge.

Situé à proximité d'Orbey et de Labaroche, le Musée-Mémorial du Linge rassemble tous les objets français et allemands qui ont été retrouvés sur place (armes, munitions, objets personnels et reliques), ainsi que des maquettes du champ de bataille, des photos et des cartes.

### Archives
- Archives photographiques numérisées de la section photographique des Armées (SPA) consacrées à la bataille du Linge (conservées à La Contemporaine (Nanterre))